# Nils Frykdahl
Nils Larson Frykdahl (Oakland, California, 9 de juliol, 1966), és un músic nord-americà, conegut sobretot pel seu treball amb les bandes Sleepytime Gorilla Museum i Idiot Flesh. També és membre de les bandes Free Salamander Exhibit, Faun Fables i Darling Freakhead, i solia ser membre de Charming Hostess. Juntament amb els seus companys de banda Carla Kihlstedt i Dan Rathbun, Frykdahl està actiu amb la companyia d'espectacles Ink Boat.
Va actuar com la veu de Tigtone al curt d'animació del 2014, The Begun of Tigtone. També rep el seu paper de personatge titular en una sèrie de televisió animada de natació per a adults del 2019, Tigtone.
Té una llicenciatura en música per la UC Berkeley, que va rebre el 1989.

## Discografia
Amb Idiot Flesh

- Drip Demo (demostració, 1986) (com a Acid Rain)
- We Were All Very Worried (demo, 1987) (com Acid Rain)
- Rite of Spring (demostració 1988) (com Acid Rain)
- Tales of Instant Knowledge and Sure Death (de longitud completa, 1990)
- The Nothing Show (de longitud completa, 1994)
- Teen Devil/Twitch (únic de 7 polzades, 1995)
- Fancy (de longitud completa, 1997)

## Amb Faun Fables
- Early Song (de longitud completa, 1999)
- Mother Twilight (de longitud completa, 2001)
- Family Album (de longitud completa, 2004)
- The Transit Rider (de longitud completa, 2006)
- A Table Forgotten (EP, 2008)
- Light of a Vaster Dark (de longitud completa, 2010)
- Born of the Sun (de longitud completa, 2016)
- Live in Norway (de longitud completa, 2022)

## Amb Sleepytime Gorilla Museum
- Grand Opening and Closing (de longitud completa, 2001)
- Live (de longitud completa, 2003)
- Of Natural History (de longitud completa, 2004)
- The Face (DVD, 2005)
- In Glorious Times (de longitud completa, 2007)
- Of the Last Human Being (de longitud completa, 2024)

## Amb Free Salamander Exhibit
- Undestroyed (de longitud completa, 2016)[5]

## Com a músic convidat
- Guano - Starfighter (1996)[6]
- Barbez - Barbez (2004)[7]
- Charming Hostess - Sarajevo Blues (2004)
- Charming Hostess - The Bowls Project CD (2010)
- Moe! Staiano's Moe!kestra! - An Inescapable Siren Therein And Other Whereabouts (2006) (plays flute on Piece No.5)
- Už Jsme Doma - Rybí tuk (Cod Liver Oil) (2007)[8]
- Indukti - IDMEN (2009)
- Stolen Babies - "Stolen Babies"[9] (2020)

## Filmografia
Film

| Any  | Títol   | Rol           | Notes           |
| ---- | ------- | ------------- | --------------- |
| 2019 | Tigtone | Tigtone (veu) | Paper principal |